# Mechelse Heide Noord

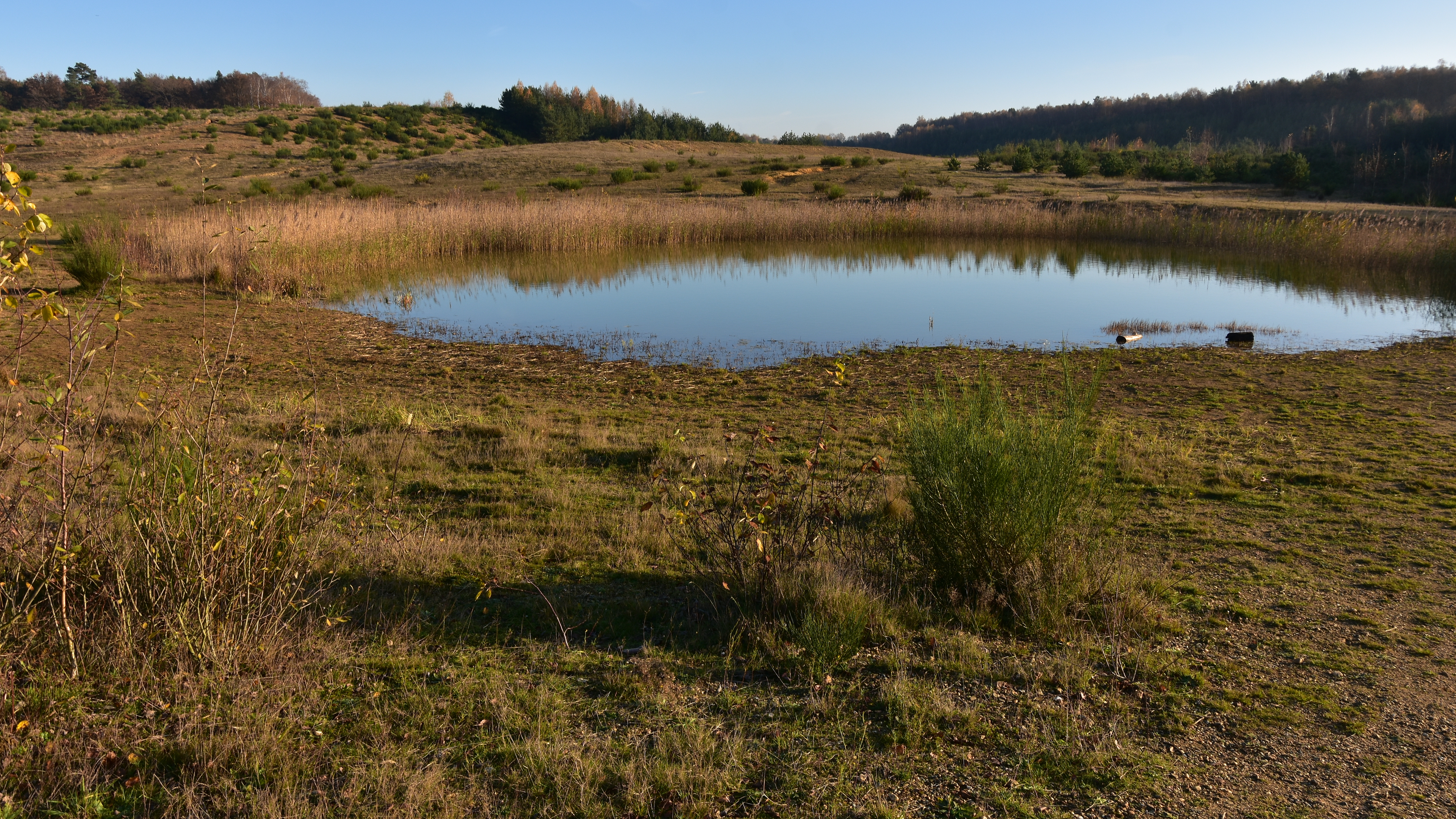
Mechelse Heide Noord

Mechelse Heide Noord is een natuurgebied in de Belgische gemeenten As en Maasmechelen. Het ligt op het Kempens Plateau, noordelijk van de Steenweg naar As, de verbindingsweg tussen As en Mechelen-aan-de-Maas, die vanaf het Kempens Plateau door een droogdal naar de Maasvallei loopt. Het jonge natuurgebied vormt een onderdeel van het Nationaal Park Hoge Kempen. Tegenover Mechelse Heide Noord, aan de zuidzijde van de Steenweg naar As, ligt een uitgestrekt gebied bij de Mechelse Heide waar berggrind en zilverzand worden gewonnen.
Het gebied Mechelse Heide Noord, 69 hectare groot, was tot 2017 een berggrindgroeve. De toegangsweg naar deze groeve lag niet ver van het Station As en werd ingericht als een verhard fietspad, dat verder loopt langs de Lanklaarse wijk Homo en restaurant Château de Litzberg tot bij de toegang naar het Terhills Resort. Het Grindcomité, dat met heffingen op de grindwinning onder meer de nabestemming van ontgrinde gebieden financiert, richtte het terrein op een landschappelijk gevarieerde manier opnieuw in. 
In 2021 zijn er vanaf de Toegangspoort Station As bewegwijzerde paden aangelegd als onderdeel van het wandelroutenetwerk van het Nationaal Park Hoge Kempen.

## Galerij

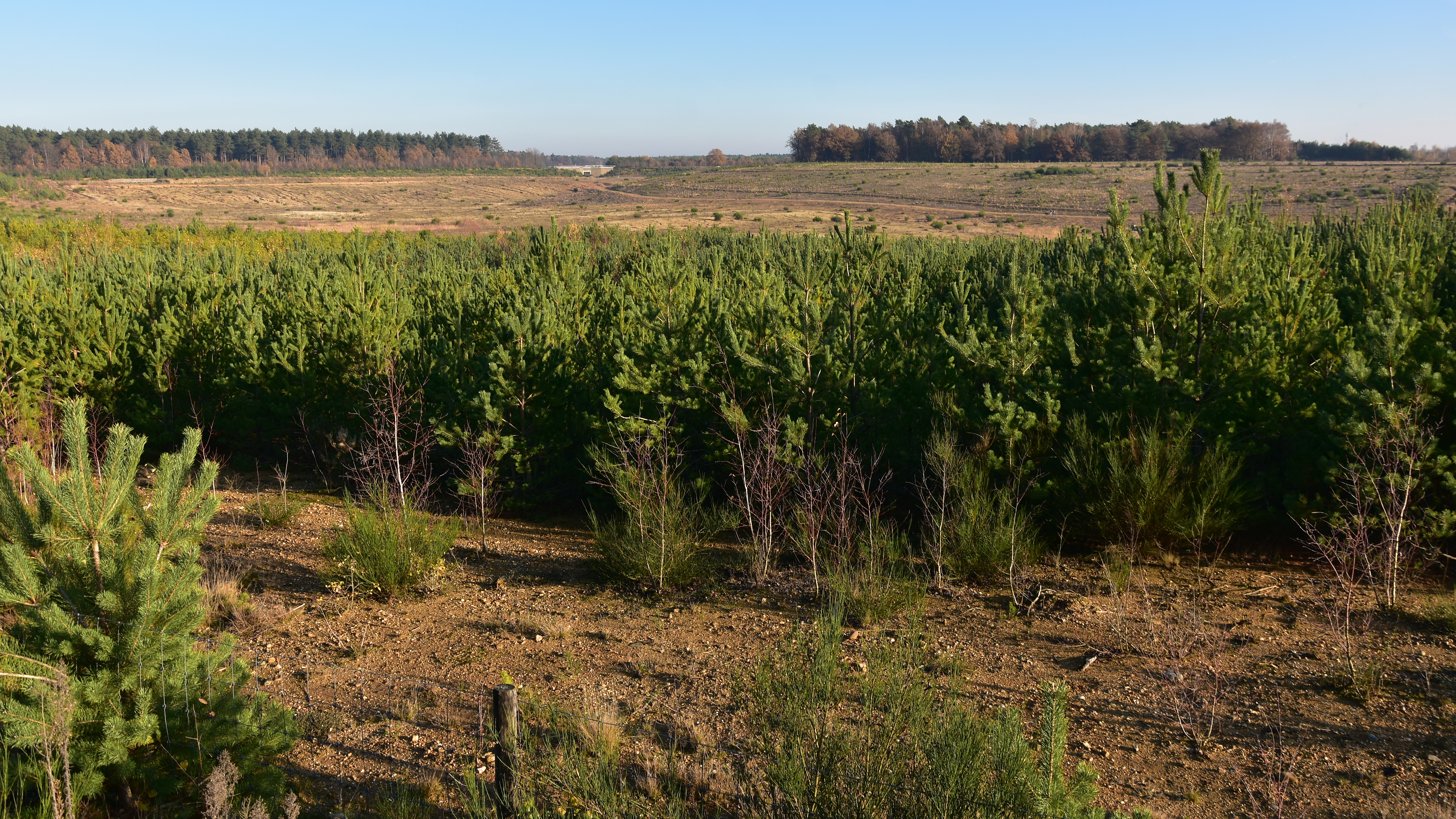
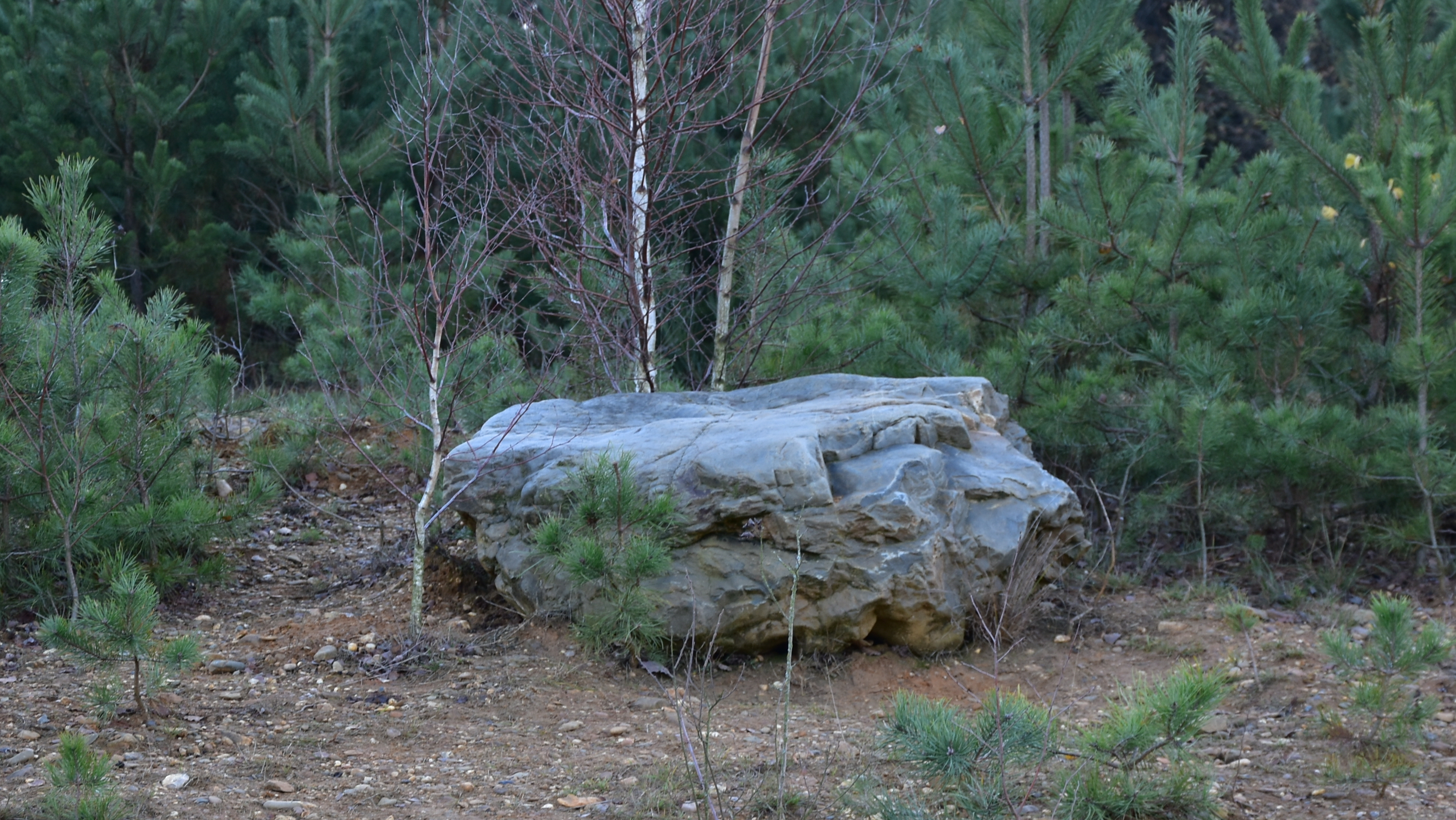
Een ijsschotszwerfsteen
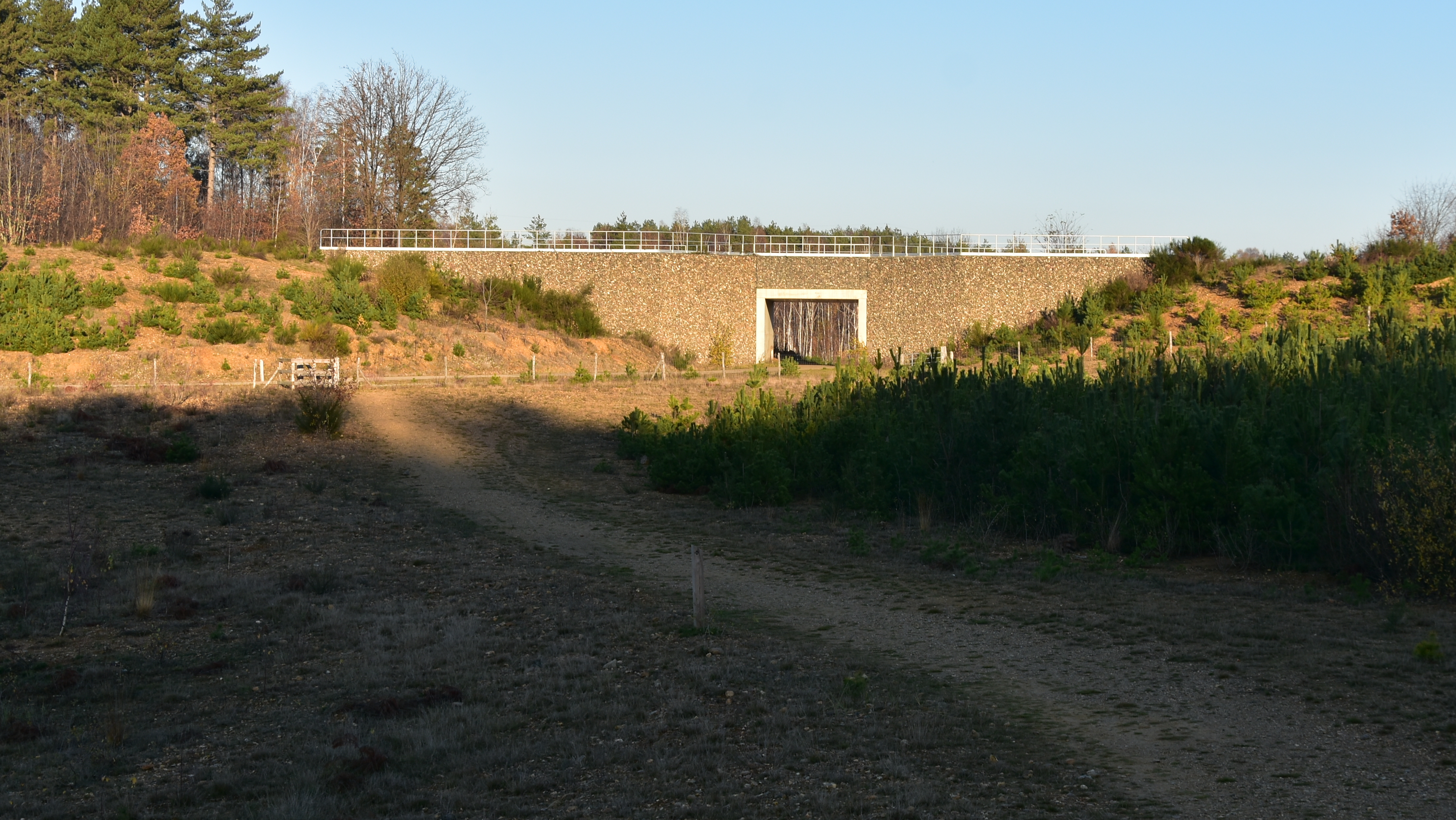